# Кэмп (эстетика)
Кэмп (англ. camp) — в неклассической эстетике специфический изощрённый эстетский вкус и лежащая в его основе специально культивируемая чувствительность. Кэмп также понимается как социальные и культурные стиль и чувственность и при таком рассмотрении обычно связывается с гей-субкультурой. Для кэмпа характерны повышенная театральность, любовь к искусственности, преувеличенность до гротеска, некоторая вульгарность, эстетизм, антиномичное сочетание игры и серьёзности. Эстетика кэмпа является примером того, как в культуре постмодерна приобретают новое содержание классические категории возвышенного и низменного, прекрасного и безобразного: если высокое искусство предполагает красоту и ценность, то кэмп нуждается прежде всего в смелости, живости и динамике, противопоставляет себя удовлетворённости, имея целью вызов.
Кэмп начал приобретать популярность в 1960-е. Данное направление представляют такие режиссёры, как Джордж и Майк Кучары, Джек Смит, Энди Уорхол, Джон Уотерс («Розовые фламинго», «Лак для волос», «Полиэстер»). Известные исполнители, использующие эстетику кэмпа, — Барри Хамфрис (в образе дамы Эдны Эверэйдж), Дивайн, Ру Пол и Либераче. Широко распространился в 1980-х с приятием постмодернистских взглядов на искусство и культуру.

## Происхождение термина
Camp происходит от французского se camper, означающего «принимать позу чрезмерной манерности». Оксфордский словарь английского языка приводит первое определение camp 1909 года: «показной, преувеличенный, деланный, театральный; женоподобный или гомосексуальный; принадлежащий, характерный для гомосексуалов. В качестве существительного — это кэмп как поведение, манерность и т. д.; человек, демонстрирующий такое поведение».
Этимология остаётся всё же не до конца ясной.
Позднее слово использовалось для обозначения эстетических предпочтений и поведения гомосексуальных мужчин рабочего класса. В конце концов, с проникновением обозначаемых словом явлений в культурный мейнстрим оно стало самостоятельным определением, зафиксированным американским художественным критиком Сьюзен Зонтаг в «Заметках о кэмпе».
Постмодернизм превратил кэмп в некий общий тип чувствительности, не приписывавшийся какой-либо узкой группе. Изначально же кэмп был отличительной чертой мужских гей-сообществ эпохи, предшествовавшей Стоунволлским бунтам. В основе этой чувствительности — восприятие гомосексуальности как женственности (социальные роли, в которых она воплощается). Два ключевых компонента кэмпа представляли собой паттерны женского поведения, обозначаемые на сленге swish (плавная женственная походка, мягкие жесты, фальцет, характерная лексика) и drag (ношение одежды, устойчиво ассоциируемой с определённой гендерной ролью лицом другого гендера). Для этих компонентов характерно использование элементов женственности в преувеличенной до неестественности, гротескной степени, что открыло путь для более широкого понимания кэмпа — теперь в него включаются образы и некоторых голливудских актрис, явно обладающие теми же чертами (Кармен Миранда). Именно в таком понимании кэмп становится частью концептуального аппарата художественной и литературной критики 60-х.

## Специфика кэмпа
Кэмп как особый тип чувствительности характеризуется определённым соотношением эстетических категорий красоты и уродства, серьёзного и фривольного, наивности и маньеризма, стиля и содержания.
Доминанты кэмпа — фривольность (игра), излишество формы, подчёркнутая сознательная ориентация на искусственность и эстетизм, отодвигающий, затемняющий содержание.
Трёхчастное деление Сьюзен Зонтаг в «Заметках о кэмпе» позволяет очертить контуры этой чувствительности. Если первая, классическая чувствительность (высокая культура: «Илиада», комедии Аристофана, Рембрандт, «Божественная комедия», Сократ, Христос) подчиняет эстетическую сторону морали (её дилеммам, противоречиям и т. д.), вторая, «авангардная» существует в напряжении между эстетической страстью и моралью, воспевая безобразное, безнравственное (Сад, Рембо, Кафка, Арто), то третья чувствительность — кэмп — исключает моральную сторону, любую серьёзность, трагедию, оставляя эстетическую сторону, и следовательно, становится развлекательной.
Неотъемлемы в кэмпе его искусственность, манерность, пышная форма. Произведению не удаётся стать артефактом кэмповской эстетики, если оно хорошо, удачно, серьёзно, лишено маргинальности. «Кэмп — это последовательно эстетическое мировосприятие. Он воплощает победу стиля над содержанием, эстетики над моралью, иронии над трагедией».
Отступая от серьёзности, от содержания, сосредотачиваясь на эстетической стороне, кэмп является такой чувствительностью, которая есть не стиль, но способность воспринимать другие стили, видеть всё в кавычках цитации: вещь как «исполнение роли». Кэмп — наслаждение эстетической стороной, искусственностью, доходящей до вульгарности, по известному определению Зонтаг — «дендизм в век массовой культуры». Часто иллюстрацией кэмпа служат образы музыкальных исполнителей и актёров, отличающиеся преувеличенными сексуальными характеристиками, когда женственность и мужественность становятся набором акцентированных черт — за ними теряется сам носитель, и это их обессмысливает; примеры — Джина Лоллобриджида, Стив Ривз.

## Различие между кэмпом и китчем
Кэмп и китч ставят близко. Как основания для сходства китча и кэмпа указываются свойственные обоим отступание от трудного, глубокого, тяга к более легкоусвояемому, дурной вкус. Однако с последним кэмп связывается не всегда.
Часто китч употребляется в качестве синонима дурного вкуса. Кэмп же понимается как намеренный китч, китч в кавычках — это эстетизация дурного, отталкивающего и в таком виде получение от него удовольствия. Кэмповские вещи для не разделяющего к нему любви, серьёзного взгляда — в сущности китчевые. Поэтому о кэмпе говорят как о восприятии какого-либо эстетического объекта или жизненном стиле, тогда как китч относится к самому объекту, его исполнению. Кэмп нельзя замыслить или исполнить — но это возможно с китчем, и такой объект может быть воспринят как кэмповский.

## Кэмп в культуре
Эстетика кэмпа может быть обнаружена во многом из того, что составляет багаж современной популярной культуры. Это прежде всего телесериалы: «Семейка Аддамс», «Звездный путь: Оригинальный сериал», «Бэтмен», «Мстители», «Ангелы Чарли», «Напряги извилины», «Остров Гиллигана», «Остров фантазий» привлекают зрителя 21-го века именно тем, что им интерпретируется как кэмп-аспекты этих продуктов. В ранние 60-е, время перехода к цветному телевидению, телеэфир стремились наполнить развлекательным контентом, который использовал бы преимущества нового медиума. Так появились телевизионные сериалы с отличительной эстетикой: яркие цвета, высокая степень стилизации (мыльные оперы, шоу «Бэтмен»). Шоу «Cheap Seats» — пример использования кэмпа: двое представителей поколения X, братья, делают юмористические обзоры спортивных событий 70-х, интересных в 2000-е именно своими кэмповскими чертами (попытки соединить балет с катанием на лыжах, игра известной баскетбольной команды в тюрьме штата Нью-Йорк, региональный реслинг). Дэвид Линч и Марк Фрост в «Твин Пикс» часто сознательно — посредством образов героев и различных ситуаций — создают атмосферу кэмпа.
Яркий представитель кэмпа в кино — кинорежиссёр Джон Уотерс, популяризовавший его в своих кинолентах «Розовые фламинго», «Лак для волос», «Женские проблемы», «Полиэстер» и других.
Как отражение кэмпа в дизайне иногда рассматриваются некоторые дворовые декорации, распространённые в пригородах Америки, к примеру пластиковый розовый фламинго, садовый гном, жокей, фигурки белохвостого оленя, а также торт-мороженое от Carvel.
В музыке иконой кэмпа считается английская певица Дасти Спрингфилд за разработанный ею имидж; южнокорейский рэпер PSY использует эстетику кэмпа в своих музыкальных видеоклипах, также в своих выступлениях используют её популярные исполнители Mika и Кайли Миноуг. К кэмпу относится стиль мюзик-холла и английской пантомимы, декор входов парижского метро Эктора Гимара.